# Piwigo
 (avril 2016).
Piwigo est une application de gestion d'albums photo pour le web, disponible sous licence GPL. Elle est écrite en PHP et nécessite une base de données MySQL.
Piwigo était auparavant connu sous le nom PhpWebGallery. Le créateur de Piwigo, Pierrick Le Gall, explique ce changement de nom sur son blog le 24 septembre 2008.

## Historique
Piwigo a été écrit à l'origine par Pierrick Le Gall comme un projet personnel à l'automne 2001. Inspiré par le logiciel opensource de forum web Phpbb qu'il avait mis en place pour le site de son école, il décida de publier Piwigo sous licence GPL et de démarrer une communauté autour du projet. Au printemps 2002 sortait la version 1.0 de Piwigo.
En 2002, Piwigo devient multilingue. En 2004, un outil de suivi de bugs et de demande de fonctionnalités est mis en place pour permettre le travail en équipe. En 2005 un gestionnaire d'extensions en ligne rend les contributions plus facile à partager. En 2006, les thèmes permettent la personnalisation graphique. En 2007 les plugins sont ajoutés et étendent les fonctionnalités. En 2009 PhpWebGallery devient Piwigo, pLoader (Piwigo Uploader) simplifie l'ajout de photo pour les utilisateurs de Windows, Mac et Linux. En 2010 Digikam, Shotwell et Lightroom permettent également d'ajouter des photos, un formulaire avancé d'ajout de photos est ajouté dans Piwigo 2.1, lancement de la plateforme d'hébergement dédié pour Piwigo. En 2012 Piwigo dispose d'outils d'export dans IPhoto et Aperture et la version 2.4 propose un nouveau moteur de gestion des photos avec 9 tailles disponibles et le filigrane automatique[source secondaire souhaitée].